# Rittmannita
La rittmannita és un mineral de la classe dels fosfats, que pertany al subgrup de la whiteïta. Rep el nom pel vulcanòleg suís Alfred Rittmann (1893 - 1980), considerat per molts com el fundador de la vulcanologia europea.

## Característiques
La rittmannita és un fosfat de fórmula química (Mn²⁺,Ca)Mn²⁺(Fe²⁺,Mn²⁺,Mg)₂(Al,Fe³⁺)₂(PO₄)₄(OH)₂(H₂O)₈. Va ser aprovada com a espècie vàlida per l'Associació Mineralògica Internacional l'any 1987. Cristal·litza en el sistema monoclínic. La seva duresa a l'escala de Mohs és 3,5.
Segons la classificació de Nickel-Strunz, la rittmannita pertany a «08.DH: Fosfats amb cations de mida mitjana i gran, (OH, etc.):RO₄ < 1:1» juntament amb els següents minerals: minyulita, leucofosfita, esfeniscidita, tinsleyita, jahnsita-(CaMnFe), jahnsita-(CaMnMg), jahnsita-(CaMnMn), keckita, whiteïta-(CaFeMg), whiteïta-(CaMnMg), whiteïta-(MnFeMg), jahnsita-(MnMnMn), kaluginita, jahnsita-(CaFeFe), jahnsita-(NaFeMg), jahnsita-(NaMnMg), jahnsita-(CaMgMg), manganosegelerita, overita, segelerita, wilhelmvierlingita, juonniïta, calcioferrita, kingsmountita, montgomeryita, zodacita, arseniosiderita, kolfanita, mitridatita, pararobertsita, robertsita, sailaufita, mantienneïta, paulkerrita, benyacarita, xantoxenita, mahnertita, andyrobertsita, calcioandyrobertsita, englishita i bouazzerita.

## Formació i jaciments
Va ser descoberta a l'àrea de Cubos-Mesquitela-Mangualde, a Mangualde (Districte de Viseu, Portugal). També ha estat descrita en altres indrets del país, tant a Viseu com a Guarda, així com a Espanya, el Marroc, Alemanya i l'estat nord-americà de Carolina del Nord.